# Eternal Recurrence
Eternal Recurrence je druhé EP americké hudebnice Angel Deradoorian. Vydáno bylo v říjnu roku 2017 společností Anticon a na jeho produkci se spolu s Deradoorian podílel Ben Greenberg. Nahrávání písní probíhalo v letech 2015 až 2016. Autorkou obalu alba je Safwan Dahoul. Vydání alba bylo oznámeno koncem srpna 2017, kdy byla rovněž zveřejněna píseň „Mountainside“.

## Seznam skladeb
| Pořadí | Název            | Délka |
| ------ | ---------------- | ----- |
| 1.     | Love Arise       | 4:31  |
| 2.     | Return-Transcend | 8:16  |
| 3.     | Ausar Temple     | 2:29  |
| 4.     | Nia in the Dark  | 4:20  |
| 5.     | Mountainside     | 4:00  |
| 6.     | Mirrorman        | 5:22  |